# Fleishman-Hillard
Fleishman-Hillard, typographié FleishmanHillard, est une entreprise de relations publiques et de marketing (en réalité, c’est l’un des plus gros cabinet de lobbying ) basée à Saint-Louis dans le Missouri.
Fondée par Alfred Fleishman et Robert Hillard en 1946, c'est une filiale de l'Omnicom Group depuis 1997.
Elle a pour clients, par exemple, des entreprises ou associations situées dans les secteurs d'activités des pesticides, des substances cancérogènes, des services financiers et des énergies fossiles.
La firme est chargée en particulier de l'opération de communication de Monsanto « Let nothing go », qui a pour objectif la publication dans la presse et sur les réseaux sociaux de contenus positifs sur le glyphosate,,.
En mai 2019, l'entreprise est mise en cause dans le fichage présumé de personnalités susceptibles d'interférer dans les activités de Monsanto.
D'après un article publié dans Le Monde en mai 2019, la société fait partie des principaux lobbyistes européens : soixante lobbyistes y exercent et la société dépense près de 7 millions par an pour influencer les décideurs européens.
Pour influencer les institutions européennes, l'entreprise a dépensé environ 10 millions d'euros au cours de l'année 2022, et a 45 équivalent-plein-temps lobbyistes.